# Estadio Edson Arantes do Nascimento (Pelé)
El Estadio Edson Arantes do Nascimento, conocido como "Estádio Rei Pelé", es un campo de fútbol panameño localizado en el corregimiento del El Empalme, en el Distrito de Changuinola, Provincia de Bocas del Toro. Se ubica en el Complejo Deportivo El Festival del Banano y en él ejerce de local el Club Deportivo Bocas FC.

## Historia
El Estadio Edson Arantes do Nascimento, comenzó a construirse el 23 de febrero de 2022. Se inauguró el 20 de enero de 2023, en un partido de exhibición entre leyendas del fútbol panameño contra estrellas de Bocas del Toro. Tiene una capacidad para 1,200 personas, y el césped es de grama natural. Su primer partido de la Primera División Femenina de Panamá fue el 9 de marzo de 2023, en la derrota del Club Deportivo Bocas JR contra el Deportivo Chiriquí.

### Nombre
Lleva el nombre del futbolista Edson Arantes do Nascimento, ya que el presidente de la FIFA, Gianni Infantino, propuso el 2 de enero de 2023 a todos los países miembros que dediquen un estadio a la memoria del futbolista brasileño Edson Arantes do Nascimento 'Pelé'. "Pediremos a los 211 países que pongan el nombre de Pelé a un estadio. En todos los países del mundo debería haber un estadio con el nombre de Pelé", dijo Gianni Infantino. Así fue como Pandeportes le puso el nombre del astro brasileño, siguiendo la petición del presidente de la FIFA.